# Rhaphidophora minuolamella
Rhaphidophora minuolamella är en insektsart som beskrevs av Liu, Xiangwei och Weinian Zhang 2002. Rhaphidophora minuolamella ingår i släktet Rhaphidophora och familjen grottvårtbitare. Inga underarter finns listade i Catalogue of Life.